# Plakolana obtusa
Plakolana obtusa är en kräftdjursart som beskrevs av Keable1999. Plakolana obtusa ingår i släktet Plakolana och familjen Cirolanidae. Inga underarter finns listade i Catalogue of Life.